# Джанет Маслін
Джанет Р. Маслін (народилася 12 серпня 1949 року) — американська журналістка, яка працювала кінокритиком The New York Times з 1977 по 1999 рік, останні шість років була головним критиком, а потім літературним критиком з 2000 по 2015 рік. У 2000 році Маслін допомогла заснувати Кіноцентр Джейкоба Бернса в Плезентвіллі, Нью-Йорк. Вона є президентом його ради директорів.

## Освіта
Маслін закінчила Рочестерський університет у 1970 році зі ступенем бакалавра математики.

## Кар'єра
Маслін почала свою кар'єру як критик рок-музики для The Boston Phoenix і стала кіномонтажником і критиком цього видання. Вона також працювала фрілансером для Rolling Stone і працювала в Newsweek.
У 1977 році Маслін стала кінокритиком The New York Times. З 1 грудня 1994 року вона замінила Вінсента Кенбі на посаді головного кінокритика. Маслін і далі рецензувала фільми для The Times до 1999 року, коли вона ненадовго залишила газету. Її кар'єра кінокритика, в тому числі її захоплення американським незалежним кіно, обговорюється в документальному фільмі «За любов до кіно: історія американської кінокритики» (2009). У документальному фільмі критик Entertainment Weekly Ліза Шварцбаум згадує хвилювання від того, що жінка стала провідним рецензентом The New York Times. У 2005 році в інтерв'ю з Аароном Араділласом на Rockcritics.com Маслін пояснила, що кинула рецензувати фільми, тому що відчула виснаження, висловлюючи подяку, що це закінчилося, коли це сталося. Кінорежисер Хармоні Коріне, чий режисерський дебют у фільмі «Гаммо» (1997) Маслін знаменито назвала «найгіршим фільмом року» зазначив, що Маслін невдовзі припинила працювати кінокритиком.
З 1994 по 2003 роки Маслін була частим гостем у «Чарлі Роузі» з 61 появою в програмі.
З 2000 року працювала книжковим рецензентом у The New York Times; з 2015 року як учасник, а не як їхній постійний критик.[5] Станом на 2023 рік Маслін і далі рецензує книжки для газети, хоча й рідко. У своїй рецензії на роман Денніса Ліхейна «Маленькі милосердя» вона припустила, що це може бути остання авторка, яка завершується словами «Щодо епітафій, можна зробити набагато гірше». Серед її рецензій багато захоплених відкриттів про невідомих на той час авторів кримінальних справ, перша американська оцінка роману Олени Ферранте та есе 2011 року про овдовілу Джойс Керол Оутс, мемуари «Історія вдови», які образили деяких шанувальників Оутса.